# 我的英雄學院：兩個人的英雄
《我的英雄學院劇場版：兩個人的英雄》（日語：僕のヒーローアカデミア THE MOVIE 〜2人の英雄〜）是一部於2018年8月3日上映的日本動畫電影，由長崎健司執導、黑田洋介編劇，改編自漫畫家堀越耕平創作的漫畫系列《我的英雄學院》，同時也是系列第一部電影版。

## 概要
本電影内容为作者堀越耕平监修的原创故事，故事时间線在动画第二季和第三季之间的「空白的夏天」，故事舞台為是一座以巨大人口移動都市「I島」。出久等人造訪I島，並且與無個性的少女梅麗莎·希爾德相遇，而年輕時的歐爾麥特也在本作電影中登場。
原創角色梅莉莎‧希爾德和大衛‧希爾德是一對父女，分別由演員志田未來和生瀨勝久配音。這是他們自2006年電視劇《14歲媽媽》以來，時隔12年再次飾演一對父女。

## 登場角色
| 角色名稱                 | 配音員                    | 配音員             | 配音員             |
| 角色名稱                 | 日本                      | 臺灣               | 中国大陆           |
| 雄英高中1年A班學生       | 雄英高中1年A班學生        | 雄英高中1年A班學生 | 雄英高中1年A班學生 |
| ------------------------ | ------------------------- | ------------------ | ------------------ |
| 綠谷出久                 | 山下大輝                  | 錢欣郁             | 沈达威             |
| 爆豪勝己                 | 岡本信彥                  | 江志倫             | 郭鸿博             |
| 麗日御茶子               | 佐倉綾音                  | 穆宣名             | 万苏婉             |
| 飯田天哉                 | 石川界人                  | 梁興昌             | 夏磊               |
| 轟焦凍                   | 梶裕貴                    | 王辰驊             | 谢添天             |
| 切島銳兒郎               | 增田俊樹                  | 王辰驊             | 张沛               |
| 八百萬百                 | 井上麻里奈                | 連思宇             | 冯骏骅             |
| 蛙吹梅雨                 | 悠木碧                    | 連思宇             | 杜晴晴             |
| 峰田實                   | 廣橋涼                    | 穆宣名             | 刘菁霞             |
| 常闇踏陰                 | 細谷佳正                  | 張騰               |                    |
| 上鳴電氣                 | 畠中祐                    | 張騰               | 高晗               |
| 青山優雅                 | 桑野晃輔                  | 王辰驊             |                    |
| 耳郎響香                 | 真堂圭                    | 穆宣名             | 杨鸣               |
| 蘆戶三奈                 | 喜多村英梨                | 錢欣郁             |                    |
| 障子目藏                 | 西田雅一                  | 黃天佑             |                    |
| 尾白猿夫                 | 三好晃祐                  | 黃天佑             |                    |
| 瀨呂範太                 | 古島清孝                  | 梁興昌             |                    |
| 葉隱透                   | 名塚佳織                  | 連思宇             |                    |
| 砂藤力道                 | 奈良徹                    | 江志倫             |                    |
| 口田甲司                 | 永塚拓馬                  | 喬資淯             |                    |
| 雄英高中教職員、職業英雄 |                           |                    |                    |
| 歐爾麥特                 | 三宅健太                  | 黃天佑             | 赵鑫               |
| 敵人聯軍                 |                           |                    |                    |
| 人人為我                 | 大塚明夫                  | 梁興昌             |                    |
| I•ISLAND                 |                           |                    |                    |
| 梅莉莎‧希爾德            | 志田未來                  | 連思宇             | 萧清源             |
| 大衛‧希爾德              | 生瀨勝久 木村良平（青年） | 王辰驊             | 孟令军             |
| 敵人                     |                           |                    |                    |
| 沃爾夫拉姆               | 小山力也                  | 張騰               | 郭金非             |
| 山姆‧亞伯拉罕            | 小形满                    | 梁興昌             | 杨波               |

## 製作人員
- 原作・總監修・角色原案：堀越耕平[5]
- 導演：長崎健司
- 編劇：黒田洋介
- 角色設計師・總作畫監督：馬越嘉彦[5][6]
- 音樂：林友樹
- 美術監督：池田繁美[7]
- 色彩設計：菊地和子
- 攝影監督：池上真崇
- CG監督：安東容太
- 剪輯：坂本久美子
- 音響監督：三間雅文
- 製作：市川南、大田圭二
- 共同製作：隅田壮一、木下暢起、南真彦、今村司、吉崎圭一、水野道訓、國枝信吾
- 執行製作人：古澤佳寛、髙橋亜希人
- 電影製片人：岡村和佳菜、大藪芳広、永井幸治、三條場一正
- 副電影製片人：櫛山慶、金庭こず恵
- 製片商：BONES[5]
- 發行商：東寶[8]

- 製作：東寶、讀賣電視台、集英社、BONES、日本電視台、電通、Sony Music Entertainment (Japan) Inc.、Movic[7]

## 主題曲
菅田將暉「ロングホープ・フィリア」
作詞、作曲：秋田弘（amazarashi）

## 宣傳與推廣
前100万名的入场者特典是《我的英雄学院 Vol.Origin》，同时收录的有堀越耕平绘制的封面&绘制的漫画；堀越耕平老师×尾田荣一郎老师秘密对谈；我的英雄学院角色大解剖资料集，堀越老师原案的角色和电影中的原创角色，网罗了电影中出演的所有英雄角色的彻底解剖。

## 上映與票房
最後，《我的英雄學院：兩個人的英雄》在日本的總票房為17.2億日幣，也獲得原作粉絲的高度評價。

## 跨媒體展開
《我的英雄學院：兩個人的英雄》的藍光光碟及DVD於2019年2月13日在日本發布。
集英社亦推出該片的小說版和文庫版，由小說家誉司アンリ執筆著作，於2018年8月3日上市。
我的英雄學院 THE MOVIE －兩個人的英雄－
| 卷數 | 集英社       | 集英社            | 東立出版社   | 東立出版社        |
| 卷數 | 發售日期     | ISBN              | 發售日期     | ISBN              |
| ---- | ------------ | ----------------- | ------------ | ----------------- |
| 全   | 2018年8月3日 | 978-4-08-703458-5 | 2019年7月4日 | 978-957-263-165-2 |
我的英雄學院 THE MOVIE －兩個人的英雄－ 文庫版
| 卷數 | 集英社       | 集英社                 |
| 卷數 | 發售日期     | ISBN                   |
| ---- | ------------ | ---------------------- |
| 全   | 2018年8月3日 | ISBN 978-4-08-321455-4 |

## 外部連結
- （日語）官方网站
- （日語）「我的英雄學院電影版」官方的X（前Twitter）